# ليانا ليبيراتو
ليانا ليبيراتو (Liana Daine Liberato )هي ممثلة أمريكية مشهورة ولدت في 20 أغسطس,1995 .في جالفيستون، تكساس .دخلت باب النجوميه العالمية عن طريق مشاركته في بطولة فيلم Trespass مع النجم نيكولاس كيج ونيكول كيدمان و فيلم Trust مع كلايف أوين
كتبت مقالة خاصة في مجل في مجلة نيويورك تايمز بعنوان «هوليوود الابتدائية» في 4 يونيو، 2006 مع صديقتها هانا ماركس هانا ماركس ‏

## نشأتها
ولدت ليانا في 20 أغسطس، 1995 في جالفستون بولاية تكساس بدأت بي أخذ دروس منضم بشكل واسع عندما كانت عمرها ثلاث سنوات فقط. وكان دور ليانا الكبيرة الأولى في 26 من المعرض تشغيل جالفيستون: الموسيقي عندما كانت في السابعة. في عام 2004، ليانا وعائلتها سافرو إلى لوس أنجلوس . التحق ا في معسكر تمثيل لمدة أسبوع . وجهت الدعوة المديرين والوكلاء لحضور عرض خاص. وكتشفت مواهبة ليانا من قبل جان مارك كار من وسط الفنانين وكيل شركة طلب من ليانا انتقال إلى هوليوود، وعرضت ليانا التمثيل. بعد الكثير من التفكير والإقناع.

## أعمالها
- إذا بقيت
- أفضل ما لدي

## وصلات خارجية
- ليانا ليبيراتو على موقع IMDb (الإنجليزية)
- ليانا ليبيراتو على موقع ميتاكريتيك (الإنجليزية)
- ليانا ليبيراتو على موقع روتن توميتوز (الإنجليزية)
- ليانا ليبيراتو على موقع ألو سيني (الفرنسية)
- ليانا ليبيراتو على موقع أول موفي (الإنجليزية)
- ليانا ليبيراتو على موقع قاعدة بيانات الفيلم (الإنجليزية)
- ليانا ليبيراتو على موقع كينوبويسك (الروسية)